# 唐人街探案 (網絡劇)
《唐人街探案》是一部2020年的中國大陸悬疑推理網絡劇，由陈思诚担任监制、总编剧，柯汶利、来牧宽、姚文逸、戴墨四位导演執導，邱泽、张钧甯、张艺上領銜主演，王真儿、程潇、陈哲远、张颂文、邓恩熙等联合演出。
本劇是電影《唐人街探案》的衍生劇，講述泰國唐人街偵探唐仁遠赴美国紐約后，徒弟林默接替唐仁的工作繼續探案的故事，包含三個單元《曼陀罗之舞》《玫瑰的名字》和《幽靈邀請賽》。本劇在2020年1月1日於愛奇藝首播播出。

## 播放時間及平台
| 頻道         | 所在地   | 播映日期     | 备注                                                                              |
| ------------ | -------- | ------------ | --------------------------------------------------------------------------------- |
| 愛奇藝       | 中國大陸 | 2020年1月1日 | VIP会员：每周三、四20:00 VIP各更新2集，会员抢先看 非会员：周三至周六免费各更新1集 |
| 愛奇藝台灣站 | 臺灣     | 2020年1月1日 | VIP会员：每周三、四20:00 VIP各更新2集，会员抢先看 非会员：周三至周六免费各更新1集 |

## 演員列表

### 主要演员
| 演員   | 角色 | 介紹 |
| 邱泽   | 林默 | 「CRIMASTER」NO.4 曼谷唐人街唐仁侦探事务所侦探；唐仁首席大弟子，外号“林黑犬” 白天的身份是鹿鸣中学化学老师，晚上则是一名犯罪现场清理专家，简称“清道夫” 出身于富裕家庭，四岁与父母来到泰国，父母被杀后在孤儿院长大，被“清道夫”老鱼收养、起名和带入行，为寻找杀害母亲凶手的气味而学习化学，锻炼出超强嗅觉，“笑脸案”中为脱罪主动拜唐仁为师 喜欢IVY，后被其利用套取情报 食量極大，一顿能吃5碗牛肉湯粉 参见曼陀罗之舞 参见玫瑰的名字 |
| 张艺上 | 萨莎 | 曼谷唐人街警局华裔女警官（副探长） 警校五年连续第一的毕业生，朱莉警司的女儿 林默搭檔並暗戀他 参见曼陀罗之舞 参见玫瑰的名字 |

### 與案件有關人物

#### 曼陀罗之舞
（第1-4集）
| 演員   | 角色           | 介紹                                                                            |
| 邱泽   | 林默           | 侦探 详见主要演员                                                               |
| 张艺上 | 萨莎           | 女警官 详见主要演员                                                             |
| 谢闻轩 | 林水清（阿水） | 泰国华人 群光连锁酒店老板 遭阿溫設計被秦俊下藥昏迷丟下楼身亡                    |
| 王真儿 | 芝温（阿温）   | 酒吧歌手 阿水高中同班同学 喜欢裴善，向其告白被拒绝 杀害林水清,迪楠 (幕後的兇手) |
| 高叶   | 迪楠           | 阿水高中同班同学 發現阿溫與秦俊秘密，向阿溫勒索爭執時被阿溫推下堕楼身亡         |
| 黄恺杰 | 秦俊           | 牙医 阿水丈夫 喜歡阿温 与阿温合谋杀害林水清                                     |
| 戴墨   | 裴善           | 阿水高中同班同学 喜欢阿水，在喪禮意圖刺殺秦俊                                   |
| 汪颺   | 查雅           | 阿水高中同班同学 迪楠死後逃往新加坡                                             |
| 邓恩熙 | 小爱           | 参见玫瑰的名字                                                                  |

#### 玫瑰的名字
（第5-8集）
| 演員   | 角色           | 介紹 |
| 邱泽   | 林默           | 侦探 详见主要演员 |
| 马柏全 | 林默小時候     | 侦探 详见主要演员 |
| 张钧甯 | 金绮雯（Ivy）  | 花店老板娘，坤塔遗孀 14岁随母亲改嫁从台湾移民至泰国 结婚四次，丈夫均死于非命 实际身份是「笑脸组织」的幕后boss，也是这次事件的主使者 勾引林默，并利用林默对她的爱获取情报 |
| 张艺上 | 萨莎           | 副探长 详见主要演员 |
| 张颂文 | 汶颂           | 唐人街警局资料室管理员 喜欢IVY，被其利用 实际身份为「笑脸组织」首脑：笑脸                                                                                                |
| 陈雨锶 | 安琪（牙套妹） | 鹿鸣中学转校生 实为变态杀人狂 渴望刺杀林默 |
| 邓恩熙 | 小爱           | 林默收養的義妹，与林默在孤儿院相识 拥有与猫沟通的超能力 参见曼陀罗之舞                                                                                                   |
| 张经纬 | 坤塔           | 作家 Ivy第四任丈夫 前泰国首富郑苏明私生子及唯一继承人 在旅馆被杀 |
| 张世   | 度郎           | 曼谷警察局高级警探 |
| 张国柱 | 老鱼           | 林默师父 遇害身亡 |
| 马浴柯 | 加德           | 私家侦探 跟踪、调查Ivy，在家被杀 |

#### 幽灵邀请赛
（第9-12集）

靈童戰隊

| 演員     | 角色               | 介紹 |
| 陈哲远   | 野田昊二           | 五大灵童侦探组合队长 「CRIMASTER」NO.2999 日本女首富野田雅子次子，野田財團第三十六代繼承人第二順位 父親為中國人，中國名字為孫玄 野田昊之弟，視其為死敵，堅信是比他更強的偵探 职业：电竞选手/侦探 技能：设局、导演、表演 宣言：“能用钱解决的问题都不是问题，包括所有的悬案” |
| 程潇     | 陆菁菁             | 五大灵童侦探组合成员 「CRIMASTER」NO.2999 日本黑道社团陆氏家族第六代唯一嫡女，喜欢打拳 职业：电竞选手/侦探 技能：能动手的时候绝对不动口 宣言：“背叛昊二哥哥的下场只有一个”                                                                                                 |
| 马伯骞   | 山本佑太           | 五大灵童侦探组合成员 「CRIMASTER」NO.2999 日本内阁长山本毅独生子、国防大臣佐藤龙一外甥、上任首相山本藤之侄， 东京大学政治系高材生，野田昊二的首席财务官 职业：电竞选手/侦探 技能：IT高手，变女装大佬 宣言：“愚蠢的人类”                                                    |
| 李明轩   | 柳风               | 五大灵童侦探组合成员 「CRIMASTER」NO.2999 日本最大水产公司及餐饮连锁集团okko唯一继承人，绰号大风 职业：电竞选手/侦探 技能：一眼认出TNT |
| 崔雨鑫   | 程天顺             | 五大灵童侦探组合成员 「CRIMASTER」NO.2999 亚洲最大私营医疗企业日本城市医疗集团董事局主席独子，患有严重职业病 职业：电竞选手/侦探 技能：通晓各种稀奇古怪的生化知识 |
| 黄健玮   | 老K                | 聯合國戰隊 老爺車 前H5戰隊總教練、前職業選手 帶領H5戰隊取得連續六屆世界冠軍 |
| 张睿家   | 阿吉               | H5戰隊 外號狙神阿吉、Ghost 王牌狙擊手，5年前暴君隊把H5戰隊從冠軍拉下后失蹤,实为被杀害 |
| 高英轩   | 刁哥(刁德龍)       | H5戰隊 主力攻擊手，擅長打硬戰 |
| 丁春誠   | C爺(吳潮汐)        | H5戰隊 戰隊車神，擅長駕駛遊戲中所有交通工具，人稱西門町藤原拓海 |
| 曹晏豪   | 大鵝(李嫦娥)       | H5戰隊 遊戲中隱藏身形發揮到極點，擅長冷兵器 |
| 施名帅   | 老板(馬國強)       | H5戰隊 H5戰隊的大腦及隊長，心思細膩謀略驚人 |
| 王可元   | 小飛               | H5戰隊 因阿吉失蹤，替補為狙擊手位置 |
| 叶子淇   | 大王               | 暴君隊 |
| 索朗美淇 | 二王               | 暴君隊 |
| 董妮娜   | 三王               | 暴君隊 |
| 郭佳珉   | 四王               | 暴君隊 |
| 小愛     | 五王               | 暴君隊 |
| 克拉拉   | 美女               | |
| 易小星   | Rise again比賽主持 | |

### 友情客串
| 演員   | 角色 | 介紹 |
| 王宝强 | 唐仁 | 「CRIMASTER」NO.2 秦风的远房表舅，原本开了间侦探社，自诩为神探，实际上办的都是找猫狗、送快递之类的杂件。因为和秦风一起侦破了疑难案件，而被世界推理界认为属于侦探组合的一员。 友情客串（第1、8集） 详见唐人街探案系列                                                   |
| 肖央   | 坤泰 | 唐人街警局副局長 友情客串（第1、8集） 详见唐人街探案系列 |
| 尚语贤 | KIKO | 「CRIMASTER」NO.5 香港女黑客，精通多国语言 友情客串（第3、8、12集） 详见唐人街探案系列 |
| 刘昊然 | 秦风 | 「CRIMASTER」NO.2 唐仁的远房表外甥，警校学生，经常因为唐仁的关系被卷入案件。相貌清秀，智商超高，分析力超强，过目不忘，平时说话会结巴，但分析案情时口齿流畅清晰的推理天才。推理APP「CRIMASTER(犯罪大师)」世界排名第二参加者。 友情客串（第12集彩蛋） 详见唐人街探案系列 |

## 电视原声带
| 曲序 | 曲目                                        |               | 作曲                               | 演唱                             |
| ---- | ------------------------------------------- | ------------- | ---------------------------------- | -------------------------------- |
| 1.   | 执念（主题曲）                              | 南征北战NZBZ  | 南征北战NZBZ（编曲：南征北战NZBZ） | 南征北战NZBZ                     |
| 2.   | 别轻易相信（I don't believe you）（片尾曲） | 林威/Tony Rey | 王宗贤（编曲：王宗贤/陈文渊）      | 陈哲远/程潇/马伯骞/李明轩/崔雨鑫 |
| 3.   | 顷刻，或拥有（插曲）                        | 萨吉 周洁颖   | 胡小鸥（编曲：胡小鸥 杨宇潇）      | 萨吉                             |
| 4.   | Darkness and Light（光与暗）（插曲）        | 于洛熙        | 胡小鸥（编曲：胡小鸥）             | 彭玮瀚                           |

## 其他

#### 唐探宇宙故事线
唐探1900（公元1900年，美国舊金山華工血淚史）→唐人街探案（2016年，曼谷夺金杀人案）→唐探网剧·玫瑰的名字（2018年，曼谷） / 唐探2网剧·遊樂場（2018年，繽港）→唐探网剧·曼陀罗之舞（2018年，曼谷）/ 唐人街探案2（2018年，美国纽约五行连环杀人案）→唐探网剧·幽灵邀请赛（2018年，亚洲公海）→唐人街探案3（2019年，日本东京密室杀人案）唐探2网剧·天使的旋律（2019年，曼谷） / 唐探2网剧·黃金城（2019年，繽港）→唐探2网剧·惡魔的呼吸（2019年，曼谷）→唐人街探案4

## 外部連結
- 唐人街探案的新浪微博
- 豆瓣电影上《唐人街探案》的資料 （简体中文）